# مجلس الشراكة الأوروبية الأطلسية
مجلس الشراكة الأوروبية الأطلسية (EAPC)، هو مؤسسة الناتو فيما بعد الحرب الباردة، وهو منتدى متعدد الأطراف أنشئ لتحسين العلاقات بين حلف الناتو والدول غير الأعضاء في الحلف في أوروبا، وتلك الأجزاء من آسيا على المحيط الأوروبي. وتجتمع الدول للتعاون والنقاش حول مجموعة من القضايا السياسية والأمنية. تم تأسيسه في 29 مايو 1997 في اجتماع وزراء سنترا، البرتغال، خلفاً لمجلس تعاون شمال الأطلسي (NACC)، الذي أنشئ في عام 1991. وهو يعمل جنباً إلى جنب مع برنامج الشراكة من أجل السلام (PfP)، الذي أنشئ في عام 1994.

## خلفية

### مجلس تعاون شمال الأطلسي والشراكة من أجل السلام
مجلس الشراكة الأوروبية الأطلسية خلفَ مجلس تعاون شمال الأطلسي. تأسس مجلس تعاون شمال الأطلسي في عام 1991 بهدف أن يكون منتدى للمناقشة والتعاون مع خصوم الناتو السابقين في حلف وارسو. سمح مجلس تعاون شمال الأطلسي بالتشاور والتعاون السياسي المتعدد الأطراف، الأمر الذي ساعد في بناء الثقة في أوائل التسعينيات. بالإضافة إلى ذلك، مهد مجلس تعاون شمال الأطلسي الطريق لإطلاق الشراكة من أجل السلام في عام 1994. أطلق حلف الناتو الشراكة من أجل السلام بهدف صياغة شراكة حقيقية للسلام، عوضًا عن الاكتفاء بمجرد الحوار. كان دوره توسيع وتكثيف التعاون السياسي والعسكري في جميع أنحاء أوروبا، وزيادة الاستقرار، والحد من التهديدات للسلام، وبناء العلاقات. ومع ذلك، احتاجت الشراكة من أجل السلام إلى مساعدة منظمة أخرى، مثل مجلس الشراكة الأوروبية الأطلسية، للعمل على هذه المهام.
بحلول عام 1997، أدرك الحلفاء المشاركون في مجلس تعاون شمال الأطلسي رغبتهم في بناء منتدى أمني يضم شركاء آخرين من أوروبا الغربية. بدأ الشركاء في تعميق التعاون مع حلف شمال الأطلسي، وتزايد الدعم للإصلاح الدفاعي والتحولات نحو الديمقراطية. وكانوا في حاجة إلى منتدى أكبر وأكثر ملاءمة للعلاقات المتزايدة التعقيد، ولذلك جاء مجلس الشراكة الأوربية الأطلسية ليخلف مجلس التعاون الأطلسي الأوروبي في عام 1997.

### الدور والبنية
بالإضافة إلى توفير الإطار السياسي الشامل للتعاون، يوفر مجلس الشراكة الأوروبية الأطلسية إطارًا للعلاقات الثنائية التي تطورت بين حلف شمال الأطلسي والدول الشريكة الفردية في إطار برنامج الشراكة من أجل السلام. تستند تصرفات مجلس الشراكة الأوروبية الأطلسية إلى خطط عمل مدتها سنتان. تركز هذه الخطط على التشاور والتعاون بشأن مجموعة من القضايا السياسية والأمنية. في إطار مجلس الشراكة الأوروبية الأطلسية، يجتمع السفراء شهريًا بينما يجتمع وزراء الخارجية والدفاع سنويًا. يتمثل دور المجلس في الحفاظ على التشاور والتعاون على المدى الطويل، وإدارة الأزمات وعمليات دعم السلام، والتعامل مع القضايا الإقليمية، والحد من التسلح، والقضايا المتعلقة بانتشار الأسلحة والدمار الشامل، والإرهاب الدولي. على مستوى الدفاع، يتولى مجلس الشراكة الأوروبية الأطلسية مسؤولية التخطيط والميزانية والسياسة والاستراتيجية والتخطيط للطوارئ المدنية والاستعداد للكوارث والسلامة النووية ومراقبة الجو والاكتشاف العلمي. بالإضافة إلى ذلك، يتولى مجلس الشراكة الأوروبية الأطلسية مهمة تعزيز وتنسيق التعاون العملي وتبادل الخبرات في مجالات رئيسية مثل مكافحة الإرهاب وأمن الحدود وانتشار أسلحة الدمار الشامل والأسلحة الصغيرة. اتفقت سياسات حلف شمال الأطلسي ومجلس الشراكة الأوروبية الأطلسية على دعم الجهود الدولية فيما يتعلق بقرار مجلس الأمن التابع للأمم المتحدة رقم 1325 بشأن المرأة والسلام والأمن ومكافحة الإتجار بالبشر.

### منتديات الأمن
في 24-25 مايو 2005، عقد مجلس الشراكة الأوروبية الأطلسية أول منتدى أمني له في مدينة أري بالسويد. جمع المنتدى وزراء وصناع قرار كبار من حلف شمال الأطلسي والدول الشريكة، وممثلين عن المجتمع المدني ومراكز البحوث. كان الهدف من المنتدى هو التواصل مع المجتمع المدني والاعتراف بالدور الذي تلعبه المنظمات غير الحكومية في أجندة حلف شمال الأطلسي فيما يتصل ببناء السلام وإعادة الإعمار، وخاصة في مناطق البلقان وأفغانستان. لاحظ حلف شمال الأطلسي أن المندوبين أتيحت لهم الفرصة لإجراء مناقشات أعمق بشأن القضايا الأوروبية الأطلسية مقارنة بالاجتماعات الوزارية العادية.
في يونيو 2007، انعقد المنتدى الثاني في أوخريد بجمهورية مقدونيا. ركز على إيجاد نهج شامل للتعامل مع أفغانستان، وأمن الطاقة، ودمج البلقان في البنية الأوروبية الأطلسية. ضم المنتدى وزراء ومسؤولين كبارًا وبرلمانيين وأكاديميين ومنظمات غير حكومية وصحفيين. صرح ياب دي هوب شيفر، الأمين العام لحلف شمال الأطلسي، بأنهم يريدون من المشاركين من مختلف الخلفيات المهنية طرح أفكارهم وإجراء مناقشات مفتوحة وفهم وجهات نظر مختلفة.

## الأعضاء

خريطة بعضوية EAPC

هناك 50 عضواً، أعضاء الناتو ال 28 و 22 البلد الشريكة. والدول الشريكة هي:
- 6 البلدان التي (على الرغم أنها محايدة عسكريا) تمتلك اقتصاديات السوق الرأسمالية خلال الحرب الباردة:
  -  النمسا
  -  فنلندا
  -  جمهورية أيرلندا
  -  مالطا
  -  السويد
  -  سويسرا
- 12 الجمهوريات السوفيتية السابقة:
  -  أرمينيا
  -  أذربيجان
  -  بيلاروس
  -  جورجيا
  -  كازاخستان
  -  قرغيزستان
  -  مولدوفا
  -  روسيا
  -  طاجيكستان
  -  تركمانستان
  -  أوكرانيا
  -  أوزبكستان
- 4 الأمم اليوغوسلافية السابقة على أي من الجانبين للستار الحديدي أثناء الحرب الباردة:
  -  البوسنة والهرسك
  -  مقدونيا [6]
  -  الجبل الأسود
  -  صربيا